# Cupriavidus
Cupriavidus là một chi vi khuẩn, bao hàm các loại của một chi từng tồn tại là Wautersia. Chi này bao hàm các trực khuẩn Gram âm, di động, có quá trình biến dưỡng mang oxy hóa. Chúng mang tiên mao có các vành lông rung, là các vi khuẩn hiếu khí bắt buộc và là sinh vật hóa hữu cơ dưỡng và hóa thạch dưỡng. Có những trường hợp kháng kim loại (kể cả đồng). Các vi khuẩn thuộc chi này được tìm thấy trong đất và trong các nhóm phân lập trong phòng thí nghiệm.